# 垂穗草
垂穗草（学名：Bouteloua curtipendula）为禾本科格兰马草属下的一个种。

## 扩展阅读
- 維基物種上的相關：垂穗草